# Ящурка закавказька
Ящурка закавказька (лат. Eremias pleskei) — представник роду Ящурок родини Справжні ящірки.

## Опис
Загальна довжина 14 см, при цьому значну частину сягає досить довгий хвіст. Молоді ящурки мають оксамитово—чорне забарвлення з 6 білими або жовтими смугами, які тягнуться уздовж спини та боків. Дорослі особини не мають чітких проміжок поміж смугами. На передніх та задніх лапах у них є світлі кола. Черево молочно—біле. Підочний щиток торкається краю рота. Надочноямкові щитки повністю відокремлені від лобового і лоботім'яних щитків. Навколо середини тулуба є 48–63 лусочки, навколо 9–10 хвостового кільця 22–34 лусочки. Рядки з 7–12 стегнових пір не досягають колінного згину. У анальної області 5–18 щитків.

## Спосіб життя
Полюбляє піски, порослі джузгуном, молочаями, полином і злаками. Рідше зустрічається на ділянках кам'янистої і солянкової напівпустель. У передгір'ях відома до висоти 1500—1700 м над рівнем моря. Ховається у м'якому піску, зазвичай біля основи кущів, норах піщанок, черепах, а також риє власні нори довжиною до 10–15 см. Індивідуальна ділянка невелика, обмежена найближчими околицями куща джузгун або колонією піщанок. Пересуваючись у пошуках здобичі, закавказька ящурка через кожні 50–60 см робить коротку зупинку, швидко загинає вперед хвіст і кілька разів піднімає та опускає передні лапи. Подібна манера поведінки дуже характерна для даного виду, дозволяючи видали відрізнити його інших ящурок або змієголовок. Навесні з'являється не раніше початку квітня, йдучи на зимівлю наприкінці вересня. 
Харчується жуками, мурахами, двокрилими, гусінню, павуками та дрібними фалангами, а також рослинною їжею.

### Розмноження
Це яйцекладна ящірка. Парування відбувається з середини квітня до першої половини червня. Перша кладка з 3–4 яєць розміром 8 × 14 мм — у другій половині червня, друга — наприкінці липня — на початку серпня. Молоді ящурки довжиною 5,6–5,8 см з'являються у другій половині липня, наприкінці вересня. У зв'язку з розтягнутістю періоду кладок терміни вилуплення з яєць молодняка першої і другої генерацій можуть перекриватися.

## Поширення
Мешкає у лівобережній частині долини річки Араке у Вірменії, Нахічеванській області Азербайджану, на крайньому сході Туреччини і у Північно-Західному Ірані.